# Agente salivante
Con il termine agente salivante o "'sialagogo"' si identificano le molecole chimiche in grado di stimolare la produzione di saliva.  
Gli acidi organici presenti in una gomma da masticare sono in grado di stimolare la produzione di saliva durante la masticazione. Un esempio di agente salivante è l'acido citrico. 
La salivazione è regolata dal nervo trigemino che determina la percezione anche di altre sensazioni, ad esempio la sensazione di freddo provocata dal mentolo o di caldo, provocata dalla capsicina presente nel peperoncino.
Gli agenti salivanti sono impiegati nella produzione delle gomme da masticare per migliorare la percezione aromatica del prodotto.